# Bistum Phoenix
Das Bistum Phoenix (lat.: Dioecesis Phoenicensis) ist eine in den Vereinigten Staaten gelegene römisch-katholische Diözese mit Sitz in Phoenix, Arizona.

## Geschichte
Das Bistum Phoenix wurde am 28. Juni 1969 durch Papst Paul VI. mit der Apostolischen Konstitution Pro Christo aus Gebietsabtretungen der Bistümer Gallup und Tucson errichtet und dem Erzbistum Santa Fe als Suffraganbistum unterstellt.

## Territorium
Das Bistum Phoenix umfasst die im Bundesstaat Arizona gelegenen Gebiete Maricopa County, Mohave County, Yavapai County, Coconino County und Pinal County.

## Bischöfe von Phoenix
- Edward A. McCarthy, 1969–1976, dann Koadjutorerzbischof von Miami
- James Steven Rausch, 1977–1981
- Thomas J. O’Brien, 1981–2003
- Thomas James Olmsted, 2003–2022
- John Dolan, seit 2022

## Einzelnachweise

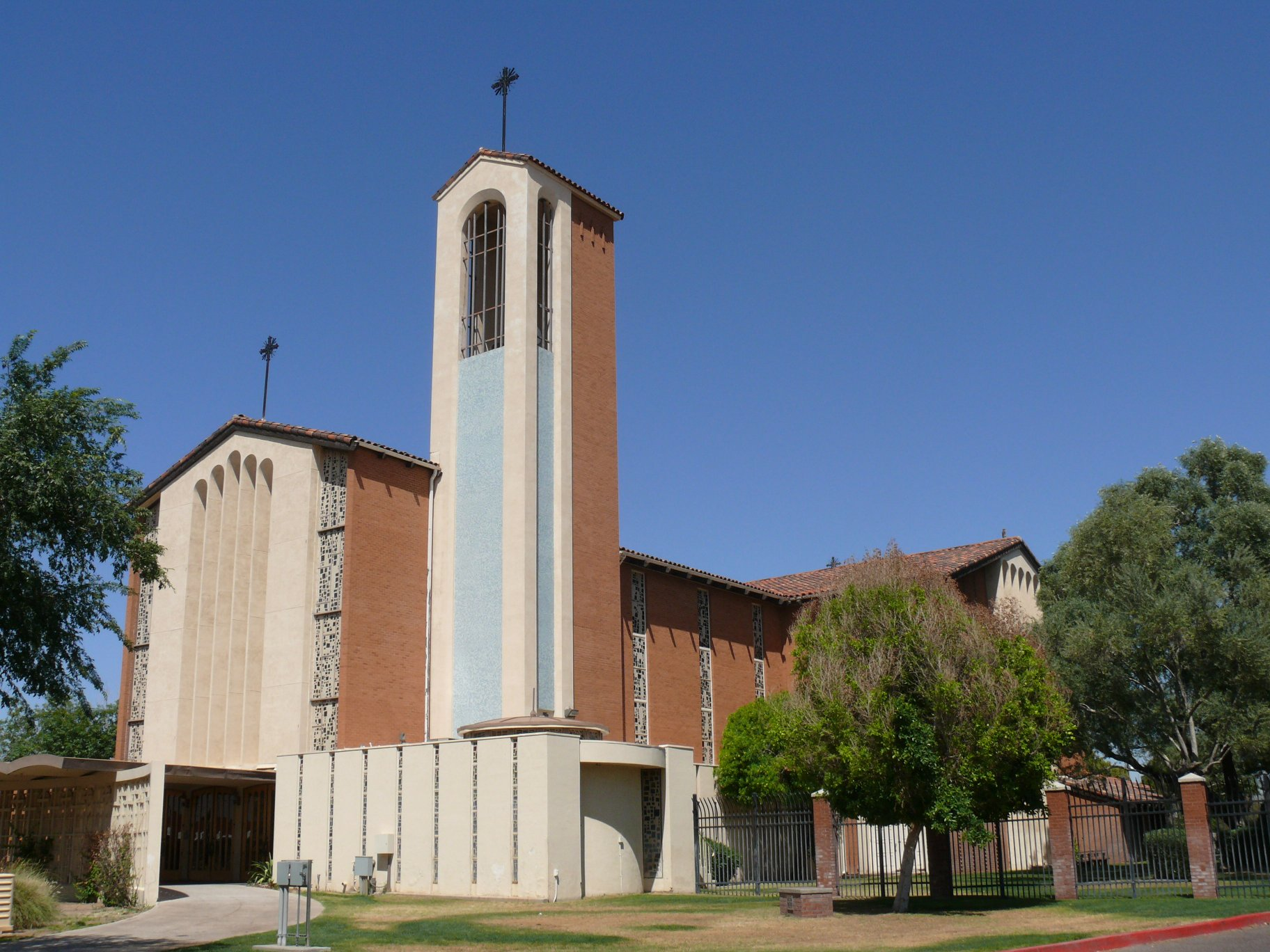
Kathedrale: Saints Simon and Jude, Phoenix